# Grönwohld
Grönwohld (niederdeutsch Gröönwoold) ist eine Gemeinde im Osten des Kreises Stormarn, südlich von Bad Oldesloe. Grönwohld hat keine weiteren Ortsteile.

## Geschichte
Grönwohld wurde erstmals 1248 urkundlich erwähnt. Seit dem Mittelalter wurde der Ort von der Mühlenwirtschaft geprägt. Das Dorf gehörte zum alten landesherrlichen Amt Trittau. Im 17. Jahrhundert erbaute die Hamburger Kaufmannsfamilie Amsinck eine große Drahtmühle im Ort, die als Produktionsstätte für Feindraht diente. Im Jahre 1817 erwarb der Lübecker Kaufmann Hasse die Mühle und baute sie zu einer Papiermühle um. Grönwohld gehörte zu den 17 Holzdörfern.
Nach Annexion Schleswig-Holsteins durch Preußen kam Grönwohld zum neu gegründeten Kreis Stormarn und nach Einführung der preußischen Kommunalverfassung 1889 zum neu gegründeten Amtsbezirk Lütjensee, der 1948 im Amt Lütjensee aufging. Als das Amt Lütjensee 1972 aufgelöst wurde, wurde Grönwohld dem heutigen Amt Trittau zugeschlagen.

## Religion
Im Jahre 1248 wurde Grönwohld in das neu gegründete Kirchspiel Trittau eingepfarrt. Als dieses 1330 wiederum geteilt wurde, kam der Ort zum neuen Kirchspiel Lütjensee. In der Reformation wurde Grönwohld, wie das gesamte Stormarn, lutherisch. Zuständig für die geistliche Versorgung wurde nunmehr wieder die Kirche in Trittau. Im Jahr 1953 wurde Grönwohld zusammen mit Großensee und Lütjensee aus der Kirchengemeinde Trittau herausgelöst und gehört seitdem zur Evangelisch-Lutherischen Kirchengemeinde Lütjensee.

## Politik

### Gemeinderat
Bei der Kommunalwahl am 14. Mai 2023 wurden insgesamt 13 Sitze vergeben. Von diesen erhielt die CDU acht Sitze und die SPD fünf Sitze.

### Bürgermeister
Bürgermeister ist Ralf Breisacher (CDU).

### Wappen
Blasonierung: „In Silber ein blauer Wellenbalken, darüber ein langgestrecktes, rotes Fachwerkhaus mit zwei fast über die gesamte Länge des Daches reichenden Schlepperkern übereinander, darunter drei grüne Laubbäume 1 : 2.“

## Kultur und Sehenswürdigkeiten

### Bauwerke
In der Liste der Kulturdenkmale in Grönwohld stehen die in der Denkmalliste des Landes Schleswig-Holstein eingetragenen Kulturdenkmale.
Die Amsincksche Drahtmühle aus dem 17. Jahrhundert am Drahtteich steht seit 1972 unter Denkmalschutz. Der Fachwerkbau steht auf einem Unterbau (zum Wasser) aus Granit. Das Satteldach der Wassermühle hat breite Dachgauben.
Das Backhaus auf dem Grundstück des ehemaligen Köttner-Hauses, Drahtmühle 17, liegt in der Nachbarschaft zur eigentlichen Drahtmühle. Das Gebäude wurde ursprünglich um 1930 errichtet. Nach fast vollständigem Verfall wurde es im Jahr 1990 rekonstruiert.

### Sport
Seit 1984 gibt es den Tipp-Kick Verein Grönwohld (TKV Grönwohld), 2015 wurde der Verein Deutscher Mannschaftsmeister und Pokalsieger.

## Wirtschaft und Infrastruktur

### Medien

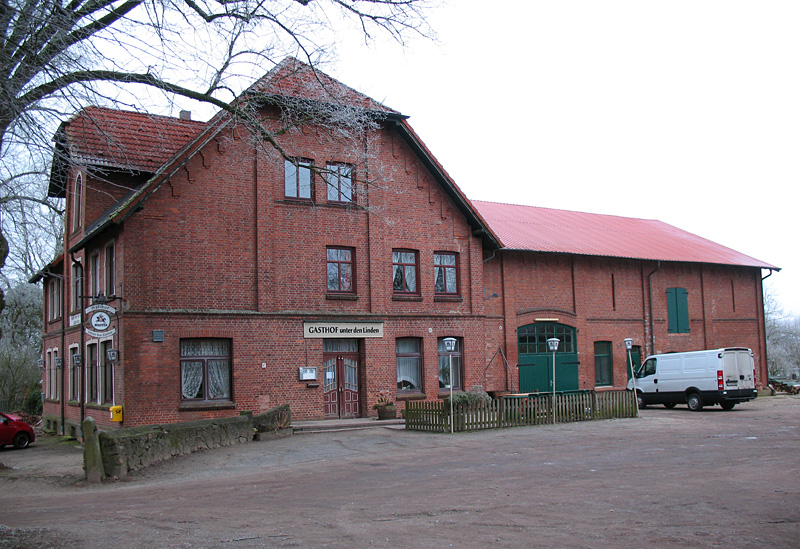
Gasthof „Unter den Linden“ in Grönwohld, bekannt aus der NDR-Serie „Neues aus Büttenwarder“

1997 bis 2021 wurde in Grönwohld und Umgebung die NDR-Fernsehreihe Neues aus Büttenwarder gedreht. Der in der Serie vorkommende „Dorfkrug“ Unter den Linden steht in Grönwohld. Dort findet außerhalb der Dreharbeiten regulärer Gasthausbetrieb statt, auch Lütt un Lütt steht auf der Getränkekarte. Bereits 1993 war der Gasthof Drehort der NDR-Tatortfolge Um Haus und Hof, wo er Steinbosteler Hof hieß.

### Bildung
Die Fahrbücherei im Kreis Stormarn fährt im Drei-Wochen-Rhythmus drei Haltepunkte in Grönwohld an.

### Verkehr
Grönwohld ist durch die Bundesstraße 404 (Kiel–Lauenburg/Elbe) an das überregionale Straßennetz angebunden. Von 1887 bis 1976 war Grönwohld Bahnstation der Bahnstrecke Schwarzenbek–Bad Oldesloe.

## Persönlichkeiten
- Karl Boy-Ed (1872–1930), Seeoffizier, Diplomat und Spion; lebte nach 1918 auf dem Grönwohldhof und starb dort.
- Hermann Claudius (1878–1980), Lyriker und Erzähler
- Axel Gehrke (1942–2021), Kardiologe und Politiker (AfD); lebte und starb dort.
- Herbert Rehbein (1946–1997) und Karin Rehbein (* 1949), Dressurreiter und langjährige Ausbilder auf dem Grönwohldhof
- Adolph Woermann (1847–1911), deutscher Kaufmann und Reeder, Eigentümer des Grönwohldhofs, starb dort.